# BC Ostende
Der Basket Club Ostende (kurz: BC Ostende) ist ein Basketball-Verein im belgischen Seebad Ostende an der Nordseeküste,  Westflandern. Er trägt aktuell den Sponsornamen BC Filou Oostende und spielt in der höchsten belgischen Spielklasse. Der 1970 aus dem VG Ostende heraus gegründete Klub gehört zu den erfolgreichsten belgischen Vereinsmannschaften mit derzeit 25 Landesmeisterschaften und 20 Pokalsiegen. Zudem gewann der Verein bei seiner einzigen Austragung den Benelux-Pokal.

## Geschichte
Der Vorgängerverein Van Neste Genootschap Oostende war viermal Vizemeister und einmal Pokalsieger geworden. Nach der Relegation dieses Vereins wurde der BC Ostende gegründet, dessen erste Mannschaft bis 1999 unter dem Sponsorennamen Sunair Oostende antrat. Nach dem sofortigen Aufstieg hielt man sich nur für eine Spielzeit in der ersten Liga. Ab der Saison 1973/74 konnte man sich jedoch dauerhaft in der höchsten belgischen Spielklasse etablieren.
1979 gelang mit dem Pokalsieg der erste Titelerfolg des Vereins, auf den 1981 bis 1986 die erfolgreichste Phase folgte, als man in Serie sechs Meisterschaften errang, davon vier als Doubles in Verbindung mit dem Pokalsieg. Nachdem 1987 die Meisterschaft verpasst wurde, gelang 1988 eine weitere Meisterschaft und zudem der Sieg im Benelux-Pokal bei seiner einzigen Austragung, auf die 1989 und 1991 zwei weitere Siege im belgischen Pokal folgten.
Danach gelang erst 1995 eine weitere Meisterschaft, auf die wiederum 1997 & 1998 zwei erneute Pokalerfolge folgten. Ein weiteres Double aus Meisterschaft und Pokal gelang schließlich 2001 unter dem neuen Sponsorennamen Telindus Oostende, nachdem man in der Vorsaison in den jeweiligen Finalspielen unterlegen war. Im Jahr 2002 konnte der Meistertitel verteidigt werden, gleiches gelang 2006 und 2007. 2008 errang man mit dem Pokalsieg letztmals einen Titel unter dem Namen Telindus, der nächste Pokalsieg 2010 wurde dann schon als BASE Oostende gewonnen.
Von 2010 bis 2017 war der Name der Mannschaft Telenet Oostende. 2012 gelang mit einem Sieg in der Verlängerung im entscheidenden fünften Finalspiel über den Serienmeister Spirou BC Charleroi der nächste Meisterschaftserfolg. In der darauffolgenden Spielzeit schlug man Okapi Aalstar im Pokalfinale mit einem Punkt und gewann damit auch erstmals unter dem neuen Namen auch den Pokal. In der Finalserie um die Meisterschaft stand Ostende diesmal Belfius Mons-Hainaut gegenüber, die man glatt in drei Spielen bezwang und den Titel verteidigte. In der Saison 2013/14 konnte man das nationale Double verteidigen. Nach einem Finalsieg im Pokalwettbewerb über die Antwerp Giants schlug man in der Meisterschaftsfinalserie in fünf Spielen Okapi Aalstar. 2015 wurde das Double verteidigt.

## Aktueller Kader
| Spieler | Spieler            | Spieler               | Spieler    | Spieler | Spieler | Spieler           |
| Nr.     | Nat.               | Name                  | Geburt     | Größe   | Info    | Letzter Verein    |
| ------- | ------------------ | --------------------- | ---------- | ------- | ------- | ----------------- |
|         |                    | Guards (PG, SG)       |            |         |         |                   |
| 4       | Serbien            | Dušan Katnić          | 03.03.1989 | 194     |         |                   |
| 5       | Belgien            | Quentin Serron        | 25.02.1990 | 190     |         |                   |
| 7       | Belgien            | Yassine El Mahsini    | 26.10.1993 | 186     |         |                   |
| 8       | /                  | Mario Stojić          | 06.05.1980 | 198     | A-Nat   | Lucentum Alicante |
| 13      | Belgien            | Jean Salumu           | 26.07.1990 | 193     |         | Leuben Bears      |
| 14      | Vereinigte Staaten | Jamel McLean          | 18.04.1988 | 203     |         |                   |
| 20      | Serbien            | Dušan Djordjević      | 29.03.1983 | 193     |         |                   |
| 24      | Vereinigte Staaten | Matthew Lojeski       | 24.07.1985 | 198     |         |                   |
|         |                    | Forwards (SF, PF)     |            |         |         |                   |
| 10      | Serbien            | Veselin Petrović      | 01.07.1977 | 195     |         | Olin Edirne       |
| 11      | Vereinigte Staaten | Wes Wilkinson         | 27.04.1984 | 206     |         | RSB Berkane       |
| 21      | Vereinigte Staaten | Brent Wright          | 06.05.1978 | 203     |         |                   |
| 25      | Slowenien          | Dragiša Drobnjak      | 05.11.1977 | 200     | A-Nat   | KrKa Novo Mesto   |
|         |                    | Center (C)            |            |         |         |                   |
| 15      | Belgien            | Khalid Boukichou      | 17.09.1992 | 206     |         |                   |
| 22      | Belgien            | Tomas Van Den Spiegel | 10.07.1978 | 214     | A-Nat   |                   |

| Trainer  | Trainer          | Trainer  |
| Nat.     | Name             | Position |
| -------- | ---------------- | -------- |
| Kroatien | Dario Gjergja    | Chef     |
| Belgien  | Thierry Declercq | Co       |

| Legende                  | Legende         |
| Abk.                     | Bedeutung       |
| ------------------------ | --------------- |
| A-Nat                    | Nationalspieler |
| Quellen                  |                 |
| Teamhomepage             |                 |
| Ligahomepage             |                 |
| Stand: 15. November 2012 |                 |

| Legende                  | Legende         |
| Abk.                     | Bedeutung       |
| ------------------------ | --------------- |
| A-Nat                    | Nationalspieler |
| Quellen                  |                 |
| Teamhomepage             |                 |
| Ligahomepage             |                 |
| Stand: 15. November 2012 |                 |

## Bekannte Spieler
| - Rick Samaey 1977–1985 - Ronny Bayer 1990–1999 - Jean-Marc Jaumin 1990–1999, 2005/06 - Michael Curry 1993 - Tomas van den Spiegel 1997–2002, 2011–2013 - Quadre Lollis 1998/99 - / J. R. Holden 1999–2001 - / Ralph Biggs 1999–2003 - Gert Kullamäe 2000/01 - Virginijus Praškevičius 2000–2002 - / Ed Cota 2001/02 - Michael Hawkins 2002/03 - Rimantas Kaukėnas 2002/03 | - Mark Dickel 2003 - Quinton Ross 2003/04 - Jason Gardner 2003–2005 - Vincent Yarbrough 2004/05 - Marijonas Petravičius 2004/05 - Dušan Kecman 2005 - Veselin Petrović seit 2005 - Mirza Teletović 2005/06 - Denis Wucherer 2005–2007 - Elvir Ovčina 2005–2008 - Sam Van Rossom 2005–2008 - Toby Bailey 2006 - Rashad Wright 2006/07 | - Nick Fazekas 2008/09 - Ivan Paunić 2008/09 - Eddie Gill 2009/10 - Bracey Wright 2009/10 - Dragiša Drobnjak 2009/10, 2011–2013 - Caleb Green 2009–2011 - Matt Lojeski 2009–2013 - / Marcus Faison 2010/11 - Dušan Đorđević seit 2011 - Brent Wright seit 2011 - Jean Salumu seit 2012 - Niels Marnegrave seit 2013 - Mateusz Ponitka seit 2013 - Gregory Echenique seit 2014 |

## Ehemalige Trainer
| - Nick Nurse 1997/98 - Dirk Bauermann 1998/99 - Aaron McCarthy 2001 - Eddy Casteels 2001–2004 - Matteo Boniciolli 2004/05 | - Umberto Badioli 2006/07, 2008/09 - Sharon Drucker 2007–2008 - Vlada Vukoičić 2008 - Memi Bečirovič 2009/10 - Jean-Marc Jaumin 2010/11 |